# Tregonev
Tregonev (en francès Trégonneau) és un municipi bretó situat al departament francès de les Costes d'Armor.

## Demografia
| 1962                                       | 1968 | 1975 | 1982 | 1990 | 1999 |
| ------------------------------------------ | ---- | ---- | ---- | ---- | ---- |
| 313                                        | 314  | 277  | 324  | 363  | 401  |
| Des de 1962: població sense dobles comptes |      |      |      |      |      |

## Administració
| Període | Identitat   | Partit |
| ------- | ----------- | ------ |
| 2001-   | Jean Ribaut | PS     |